# 휘파람 공주
《휘파람 공주》는 2002년에 개봉한 대한민국의 영화이며 북한이라는 미묘한 소재를 코미디로 연결시켜 남북간에 따뜻한 휴먼 스토리를 전하거나 미국의 실체를 가벼운 에피소드식으로 보여준다는 점에서 긍정적이었지만 단순 코미디 영화를 반미영화로 규정해  그 당시 시류에 편승하려는 부분이 어설펐다는 혹평을 받아왔다.

## 캐스팅
- 지성 : 준호 역
- 김현수 : 지은 역
- 박상민 : 석진 역
- 성지루 : 상철 역
- 이형철 : 로이 역
- 이동훈 : 형주 역
- 도이성 : 수일 역
- 박용진 : 승대 역
- 강인기 : 경수 역
- 이광기 : 종길 역
- 우승 : 빅터 역
- 김효정 : 제이드 역
- 로돌포 피델라 : 호크 역
- 김태형 : 닭벼슬 역
- 박상규 : 국장 역
- 김태훈 : 철규 역
- 장광 : 북한 간부 / 단장 역
- 오성열 : 락바 사장 역
- 장남열 : 웨이터 1 역
- 송민각 : 웨이터 2 역
- 공호석 : 경호 2 역
- 육세진 : 요원 2 역
- 맹호림 : 북한간부 역
- 전원주 : 옥탑방 여주인 역 (특별출연)
- 유채영 : 초청 가수 역 (특별출연)
- 윤철형 : 선배 역 (특별출연)